# Tribute to Henryk Majewski
Tribute to Henryk Majewski – album Roberta Majewskiego, wydany 3 czerwca 2016 z okazji jubileuszu osiemdziesiątych urodzin jego ojca, trębacza jazzowego Henryka Majewskiego. Nagrany z udziałem przyjaciół i obu synów muzyka. Płyta zdobyła nagrodę Fryderyk 2017.

## Wykonawcy
- Robert Majewski – flugelhorn, trąbka
- Jan Ptaszyn Wróblewski – saksofon tenorowy
- Henryk Miśkiewicz – saksofon altowy
- Andrzej Jagodziński – fortepian (1-3), Yamaha Gran Touch Piano
- Wojciech Majewski – Yamaha Gran Touch Piano
- Czesław „Mały” Bartkowski – perkusja
- Adam Cegielski – kontrabas

## Lista utworów
| Tribute to Henryk Majewski | Tribute to Henryk Majewski                             | Tribute to Henryk Majewski               | Tribute to Henryk Majewski |
| Nr                         | Tytuł utworu                                           | Muzyka                                   | Długość                    |
| -------------------------- | ------------------------------------------------------ | ---------------------------------------- | -------------------------- |
| 1.                         | „Poszukiwacze zaginionej frazy”                        | Robert Majewski                          | 7:09                       |
| 2.                         | „U Michała”                                            | Henryk Majewski                          | 6:17                       |
| 3.                         | „Kropelki”                                             | Robert Majewski                          | 7:43                       |
| 4.                         | „Alikot”                                               | Henryk Majewski                          | 8:12                       |
| 5.                         | „Z poniedziałku na wtorek”                             | Henryk Majewski                          | 11:05                      |
| 6.                         | „Stompin' at the Savoy”                                | Benny Goodman, Chick Webb, Edgar Sampson | 11:27                      |
| 7.                         | „Cheese Cake”                                          | Dexter Gordon                            | 10:34                      |
| 8.                         | „My Love and I (Love song from „Apache”) / J.J. Dixie” | David Raksin / Henryk Majewski           | 10:30                      |
| 9.                         | „I Remember Clifford”                                  | Benny Golson                             | 4:07                       |
|                            |                                                        |                                          | 1:17:04                    |